# 朱拉蓬遊鰾條鰍
朱拉蓬遊鰾條鰍（學名：Physoschistura chulabhornae），為輻鰭魚綱鯉形目條鰍科遊鰾條鰍屬的其中一種。分布於亞洲泰國淡水流域，體長可達4公分，棲息在森林覆蓋、沙石或泥底質的河川底層水域，生活習性不明。

## 扩展阅读
維基物種上的相關：朱拉蓬遊鰾條鰍